# Guillaume Guillon-Lethière
Guillaume Guillon-Lethière (Sainte-Anne, 10 de janeiro de 1760 - Paris, 22 de abril de 1832) foi um pintor neoclássico francês. 

## Biografia
Nascido livre em Guadalupe em 1760, de um oficial colonial francês chamado Pierre Guillon e uma mãe "mulata", Lethière frequentemente escreveu sobre isso no contexto da história colonial francesa e da Revolução Francesa. 
Aos 14 anos, seu pai o levou de Guadalupe para a França metropolitana. Aos 17 anos, Guillon-Lethièrehe se tornara aluno de Gabriel François Doyen na Academia Real de Pintura e Escultura. Lethière ganhou o segundo prêmio no Prix de Rome de 1784 por sua pintura Mulher de Canaã aos Pés de Cristo. Ele entrou novamente dois anos depois e, embora não vencesse, conseguiu receber apoio para viajar para Roma, onde desenvolveu ainda mais seu estilo neoclássico. Lethière permaneceu em Roma por vários anos. 
Em 1791, ele voltou a Paris para abrir um estúdio de pintura em concorrência direta com Jacques-Louis David. Em 1818, Lethière foi finalmente eleito e também premiado com a Legião da Honra.
Um ano depois, tornou-se professor na École des Beaux-Arts. Entre seus alunos estavam Isidore Pils e o pintor polonês-lituano Kanuty Rusiecki. Lethière foi pai adotivo de Mélanie d'Hervilly, mais tarde Hahnemann. 

## Galeria

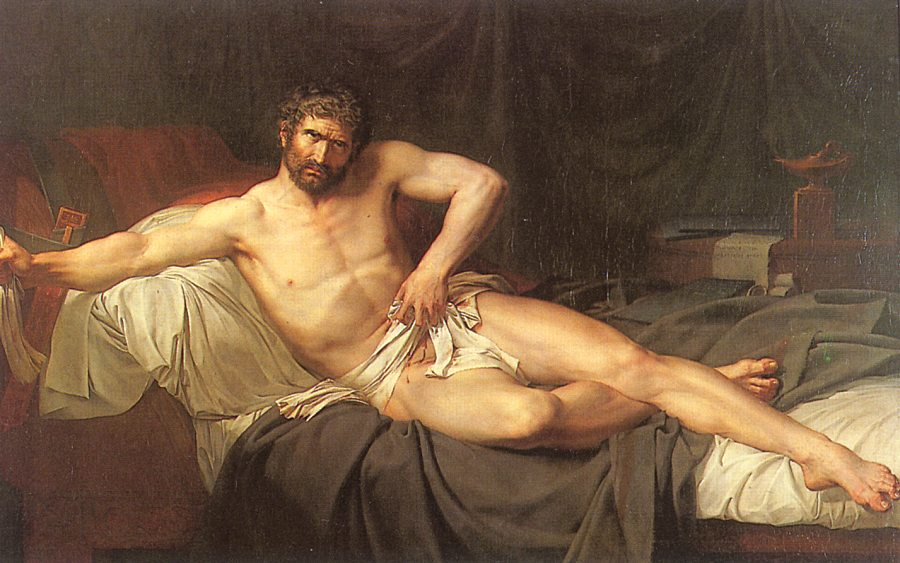
A morte de Provo de Utica (1795)  Museu Hermitage
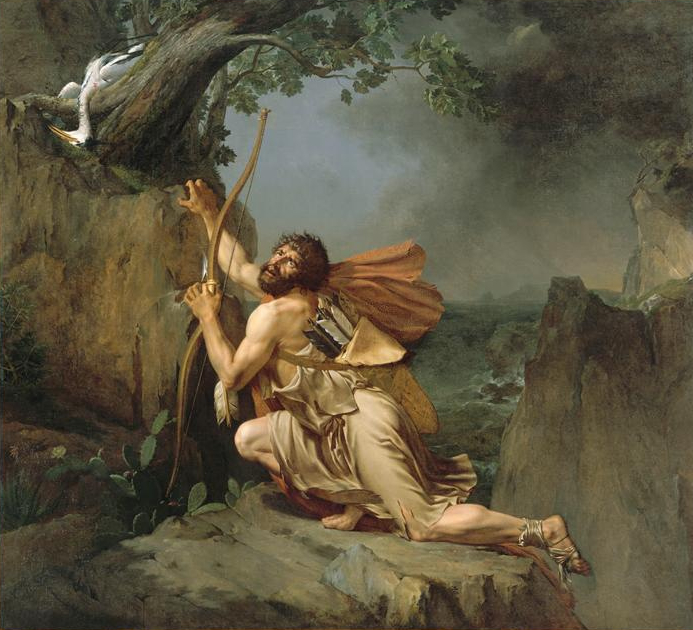
Filoctetes na ilha de Lemnos, (1798) Louvre
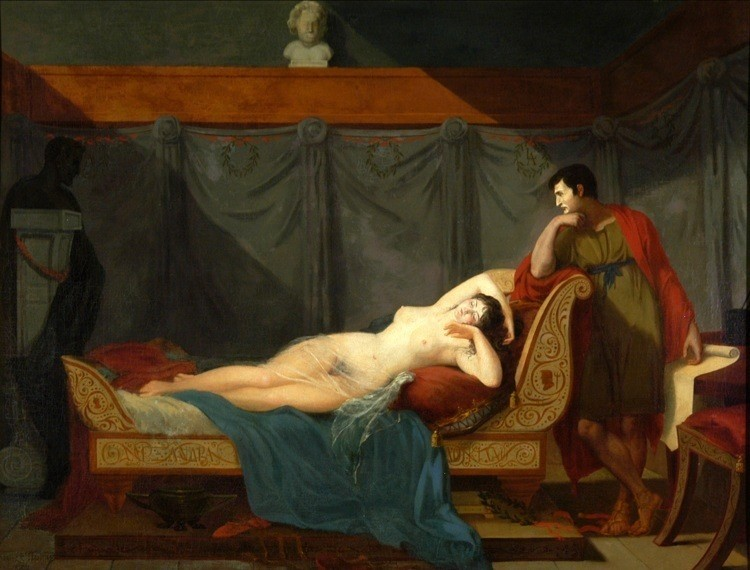
O sono de Vênus (1802)
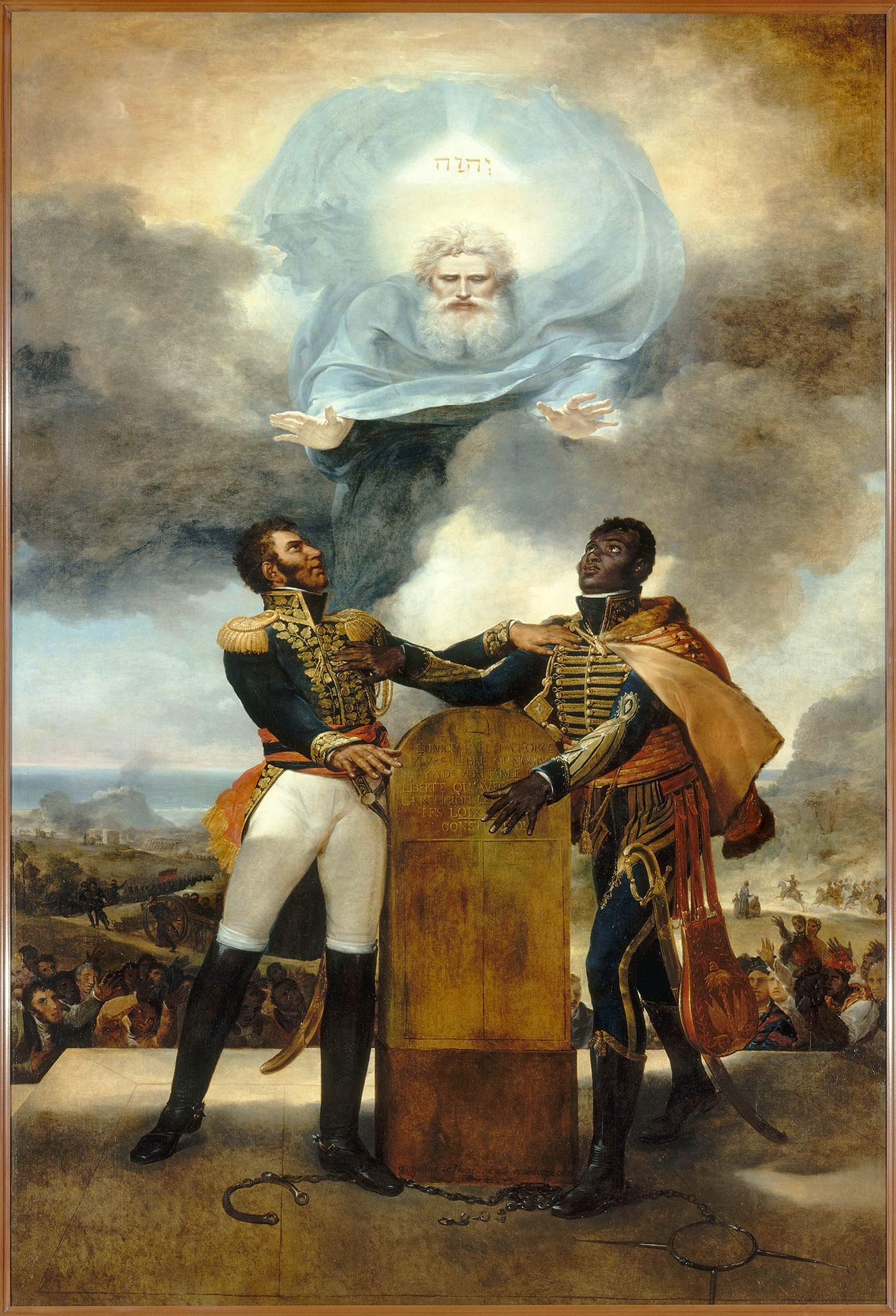
O Juramento dos Antepassados (1822)